# Liste der Baudenkmäler in Hamminkeln
Die Liste der Baudenkmäler in Hamminkeln enthält die denkmalgeschützten Bauwerke auf dem Gebiet der Stadt Hamminkeln im Kreis Wesel in Nordrhein-Westfalen (Stand: September 2011). Diese Baudenkmäler sind in der Denkmalliste der Stadt Hamminkeln eingetragen; Grundlage für die Aufnahme ist das Denkmalschutzgesetz Nordrhein-Westfalen (DSchG NRW).

| Bild                         | Bezeichnung                                    | Lage                                                                             | Beschreibung | Bauzeit         | Eingetragen seit | Denkmal- nummer |
| ---------------------------- | ---------------------------------------------- | -------------------------------------------------------------------------------- | --- | --------------- | ---------------- | --------------- |
| Hofanlage                    | Hofanlage                                      | Dingden Alter Rheder Weg 16 (Flur 27, Flurstück 42) Karte                        | |                 |                  | 1               |
| weitere Bilder               | Bahnhof (Bahnhof Dingden)                      | Dingden Am Bahnhof 5 Karte                                                       | |                 |                  | 2               |
| Ehrenmal                     | Ehrenmal                                       | Brünen Am Kappertsberg (Flur 19, Flurstück 1019) Karte                           | |                 |                  | 3               |
| weitere Bilder               | Katholische Kirche (St. Pankratius)            | Dingden Am Kirchplatz 6 (Flur 1, Flurstück 67) Karte                             | |                 |                  | 4               |
| Wohnhaus                     | Wohnhaus                                       | Dingden Am Kirchplatz 6 Karte                                                    | genannt „Haus Schleiken“ und „Villa Kunterbunt“, genutzt als Wohnhaus (zeitweise Bürgermeisterwohnung) und Gaststätte | 1798            |                  | 5               |
| Bildstock                    | Bildstock                                      | Dingden Küningsweg Karte                                                         | |                 |                  | 6               |
| weitere Bilder               | Kloster und Klosterkirche (Kloster Marienthal) | Marienthal An der Klosterkirche 8 (Kloster und Friedhof) Karte                   | | Kirche um 1345  |                  | 7               |
| weitere Bilder               | Mühle                                          | Hamminkeln An der Windmühle 20–24 Karte                                          | Windmühle „Weßling“ (Wessling), schlankes Mühlengebäude mit im Jahr 1900 angebauter Backstube, Ende der 1920er/Anfang der 1930er Jahre auf elektrischen Antrieb umgestellt, Flügelkreuz erhalten, bis 1989 Mahlbetrieb, danach bis 1995 Nutzung als Getreidelager, Mischanlage und zum Handel, anschließend zur Wohnung umgebaut | 1840            |                  | 8               |
| weitere Bilder               | Kirche                                         | Loikum Antoniusstraße 8 Karte                                                    | |                 |                  | 9               |
| BW                           | Wohnhaus                                       | Mehrhoog Bahnhofstraße 29 (Obbergshof) Karte                                     | |                 |                  | 10              |
| BW                           | Katstelle                                      | Loikum Beerenhuk 7 Karte                                                         | |                 |                  | 11              |
| BW                           | Schule Brünen                                  | Brünen Bergstraße 5 Karte                                                        | |                 |                  | 12              |
| BW                           | Gedenkstätte                                   | Mehrhoog Binnenfeld/Im Huck Karte                                                | |                 |                  | 13              |
| BW                           | Wohnhaus                                       | Hamminkeln Blumenkamper Straße 4 Karte                                           | |                 |                  | 14              |
| BW                           | Brennerei                                      | Dingden Borkener Straße 8 (Flur 34, Flurstück 192) Karte                         | |                 |                  | 15              |
| BW                           | Evangelischer Friedhof                         | Hamminkeln Brauereistraße/Friedhofstraße (Flur 29, Flurstücke 360 und 209) Karte | |                 |                  | 16              |
| BW                           | Wohnhaus                                       | Hamminkeln Brauereistraße 2 Karte                                                | |                 |                  | 17              |
| BW                           | Gut Grenzenlust                                | Hamminkeln Bruchweg 4–6 Karte                                                    | |                 |                  | 18              |
| weitere Bilder               | Katholische Kirche                             | Hamminkeln Diersfordter Straße (Flur 16, Flurstück 1036) Karte                   | Der neugotische Backsteinbau vom Ende des 19. Jahrhunderts nach Plänen des königlichen Regierungsbaumeisters Hilger Hertel des Jüngeren wurde am 4. Juli 1895 vom Bischof von Münster, Hermann Jakob Dingelstad, eingeweiht. Der Kirchturm ist 46 Meter hoch. Drei zentrale Mittelsäulen tragen im hohen Mittelschiff ein Netzgewölbe. |                 |                  | 19 Wikidata     |
| BW                           | Wohnhaus                                       | Hamminkeln Diersfordter Straße 1 Karte                                           | |                 |                  | 20              |
| BW                           | Bauernhof                                      | Mehrhoog Duisburger Straße 12 Karte                                              | |                 |                  | 21              |
| BW                           | Hofanlage                                      | Brünen Elgeringsstege 4 Karte                                                    | |                 |                  | 22              |
| BW                           | Standbild (Germania)                           | Hamminkeln vernichtet, ehemals Marktplatz Karte                                  | |                 |                  | 23              |
| Bahnhof (Bahnhof Hamminkeln) | Bahnhof (Bahnhof Hamminkeln)                   | Hamminkeln Güterstraße 6 Karte                                                   | |                 |                  | 24              |
| weitere Bilder               | Katholische Kirche (Christus-König-Kirche)     | Ringenberg Hauptstraße 25 Karte                                                  | Backsteinbau nach Entwurf von Dominikus Böhm, 1936 geweiht | 1930er Jahre    |                  | 25              |
| Kornbrennerei                | Kornbrennerei                                  | Ringenberg Hauptstraße 31 Karte                                                  | Backsteingebäude der Brennerei Bovenkerck |                 |                  | 26              |
| weitere Bilder               | Evangelische Kirche                            | Ringenberg Hauptstraße 49 Karte                                                  | |                 |                  | 27              |
| BW                           | Bauernhof                                      | Hamminkeln Heideweg 5 (Näher Schledenhorster Straße) Karte                       | |                 |                  | 28              |
| Wegekreuz                    | Wegekreuz                                      | Dingden Hellweg (Flur 10, Flurstück 256) Karte                                   | |                 |                  | 29              |
| BW                           | Bauernhof                                      | Brünen Heymannsweg 5 Karte                                                       | |                 |                  | 30              |
| Heimatmuseum                 | Heimatmuseum                                   | Dingden Hohe Straße 1 Karte                                                      | Ziegelgebäude mit Krüppelwalmdach, als Wohnstallhaus errichtet, ab Ende des 19. Jahrhunderts als Wirtschaftsgebäude dem benachbarten Jakobshaus zugehörig, seit 1979 vom Heimatverein Dingden angemietet, restauriert und seit 1984 als Heimathaus genutzt | um 1690         |                  | 31              |
| Jakobshaus; Humberghaus      | Jakobshaus; Humberghaus                        | Dingden Hohe Straße 1 Karte                                                      | Wohn- und Wirtschaftsgebäude, genannt „Jakobshaus“ nach dem ersten urkundlich bekannten Bewohner des Gebäudes (Ende des 17. Jahrhunderts, Jakob Nienhaus), seit 2001 Besitz des Heimatvereins Dingden, zusätzlich zum Heimathaus genutzt als Gedenkort Humberghaus (zur Erinnerung an die bis 1941 im Haus wohnende jüdische Familie Humberg). Metzgerei und Schneiderei. |                 |                  | 32              |
| BW                           | Wohnhaus                                       | Brünen Horster Weg 28 Karte                                                      | |                 |                  | 33              |
| BW                           | Bauernhof                                      | Wertherbruch Im Bruch 5 Karte                                                    | |                 |                  | 34              |
| BW                           | Wohnhaus                                       | Dingden Ißhorst 16 Karte                                                         | |                 |                  | 35              |
| Figurengruppe                | Figurengruppe                                  | Dingden Ißhorst Karte                                                            | |                 |                  | 36              |
| Katholische Kapelle          | Katholische Kapelle                            | Dingden Kapellenweg (Flur 28, Flurstück 156) Karte                               | |                 |                  | 37              |
| Evangelische Kirche          | Evangelische Kirche                            | Brünen Kirchplatz (Flur 24, Flurstück 1452) Karte                                | |                 |                  | 38              |
| BW                           | Katstelle                                      | Dingden Klausenhofstraße 94 Karte                                                | |                 |                  | 39              |
| weitere Bilder               | Turmwindmühle                                  | Dingden Klausenhofstraße 43a Karte                                               | Mühlenturm, genannt „Hasselmannmühle“ | vermutlich 1853 |                  | 40              |
| BW                           | Bildstock                                      | Dingden Klausenhofstraße Karte                                                   | |                 |                  | 41              |
| BW                           | Grabmal                                        | Ringenberg Koppeldeich Karte                                                     | |                 |                  | 42              |
| Friedhof Dingden             | Friedhof Dingden                               | Dingden Krechtinger Straße (Flur 2; Flurstück 724) Karte                         | |                 |                  | 43              |
| BW                           | Wohnhaus                                       | Dingden Küningsweg 2 Karte                                                       | |                 |                  | 44              |
| BW                           | Skulptur                                       | Loikum Küppersfeld Karte                                                         | |                 |                  | 45              |
| BW                           | Forstkotten                                    | Dingden Küningsweg 3 Karte                                                       | |                 |                  | 46              |
| BW                           | Hof                                            | Loikum Küppersfeld 1 Karte                                                       | |                 |                  | 47              |
| BW                           | Bauerngehöft                                   | Dingden Lehmberg 1 Karte                                                         | |                 |                  | 48              |
| BW                           | Wohnhaus                                       | Dingden Lüdgenfelder Weg 2 Karte                                                 | |                 |                  | 49              |
| Hochkreuz                    | Hochkreuz                                      | Hamminkeln Marienplatz Karte                                                     | |                 |                  | 50              |
| Gemeindezentrum              | Gemeindezentrum                                | Hamminkeln Marktstraße 5 Karte                                                   | |                 |                  | 51              |
| Evangelische Kirche          | Evangelische Kirche                            | Hamminkeln Marktstraße (Flur 22, Flurstück 817) Karte                            | Die Gründung der Kirche geht möglicherweise in das 10. Jahrhundert zurück, ihre urkundliche Ersterwähnung erfolgte im Jahr 1154. Die ältesten Teile aus der Zeit der Romanik und der Gotik bestehen aus Tuffstein und römischen Ziegeln, die nachweislich aus dem Römerlager in Xanten stammen. Im Inneren ein Christophorus-Fresko aus der Zeit um 1450. Die Orgel ist im Jahre 1774 entstanden. Der 37,70 Meter hohe Kirchturm war zuvor niedriger und wurde 1878 auf die heutige Höhe aufgestockt. |                 |                  | 52              |
| BW                           | Wohnhaus                                       | Brünen Markt 4 Karte                                                             | |                 |                  | 53              |
| weitere Bilder               | Windmühle                                      | Dingden Melkweg (Flur 30, Flurstück 43) Karte                                    | Turmwindmühle „Nordbrock“, in Betrieb bis zum Zweiten Weltkrieg (starke Beschädigung), in den 1950er Jahren repariert, heute als Mühlenmuseum und Beispiel einer voll funktionsfähigen Turmwindmühle genutzt (Restaurierung Anfang des 21. Jahrhunderts); ab 1975 Eigentum des Kreises Borken, seit 1986 Stadt Hamminkeln | 1844–1846       |                  | 54              |
| BW                           | Wohnhaus                                       | Hamminkeln Molkereistraße 10 Karte                                               | |                 |                  | 55              |
| weitere Bilder               | Mühle                                          | Loikum Möllenweg 45 Karte                                                        | Kappenwindmühle aus dem 19. Jahrhundert mit Lageranbau von 1940, genannt „Loikumer Mühle“ oder „Mühle Terhorst“ (nach einem ehemaligen Pächter), 1941 Blitzeinschlag und Verlust der Flügel, danach motorangetrieben, Mahlbetrieb bis 1984, danach renoviert | 1856            |                  | 56              |
| BW                           | Gedenkstätte                                   | Mehrhoog Nachtigallenweg (Imhoff-Denkmal) Karte                                  | |                 |                  | 57              |
| Wegekreuz                    | Wegekreuz                                      | Dingden Nordbrocker Straße Karte                                                 | |                 |                  | 58              |
| weitere Bilder               | Ehrenmal                                       | Dingden Nordbrocker Straße Karte                                                 | ehemalige Turmwindmühle/Wallholländer, genannt „Königsmühle“ nach dem Flurstück Königsesch, seit 1925 außer Betrieb, Mühlentunnel 1934 als Gedenkstätte für die Gefallenen des Ersten Weltkriegs umgestaltet, später auch für die Gefallenen des Zweiten Weltkriegs, im Inneren Bronzefigur „Die Trauernde“ (1964) von Heinz Hölker; Wetterfahne auf der Mühlenhaube mit Jahreszahl 1875 verweist mutmaßlich auf eine Reparatur                                                                       | 1852            |                  | 59              |
| Villa                        | Villa                                          | Dingden Nordbrocker Straße 31 Karte                                              | |                 |                  | 60              |
| BW                           | Hofanlage                                      | Hamminkeln Ortmannsfeld 25 (Heiderott) Karte                                     | |                 |                  | 61              |
| BW                           | Scheune                                        | Dingden Poterey 2 Karte                                                          | |                 |                  | 62              |
| BW                           | Hallenhaus                                     | Wertherbruch Provinzialstraße 21 Karte                                           | |                 |                  | 63              |
| Bauernhof                    | Bauernhof                                      | Wertherbruch Provinzialstraße 57 Karte                                           | |                 |                  | 64              |
| Pastorat                     | Pastorat                                       | Wertherbruch Provinzialstraße 61 Karte                                           | |                 |                  | 65              |
| BW                           | Ehrenmal                                       | Wertherbruch Provinzialstraße (Flur 4, Flurstück 219) Karte                      | |                 |                  | 66              |
| Evangelische Kirche          | Evangelische Kirche                            | Wertherbruch Provinzialstraße 63 Karte                                           | | um 1500         |                  | 67              |
| BW                           | Wohnstallhaus                                  | Wertherbruch Provinzialstraße 9 Karte                                            | |                 |                  | 68              |
| BW                           | Wohnhaus                                       | Hamminkeln Ringenberger Straße 6 Karte                                           | |                 |                  | 69              |
| BW                           | Gut Rodehorst                                  | Wertherbruch Rodehorster Allee 11 Karte                                          | |                 |                  | 70              |
| BW                           | Wohnhaus                                       | Brünen Rohstraße 1 Karte                                                         | |                 |                  | 71              |
| weitere Bilder               | Turmwindmühle                                  | Hamminkeln Roßmühle 20 Karte                                                     | dreigeschossige Turmwindmühle aus Backstein mit nahezu zylindrischem Turm und flachem Kegeldach, genannt „Mühle Wissing“ oder „Roßmühle“ (eventuell nach der ehemals benachbarten „Rossmühle“), baulicher Ursprung eventuell als mittelalterlicher Wehrturm, bis 1920 noch mit Flügeln ausgestattet, danach bis 1981 mit Elektroantrieb betrieben, 1987 zur Wohnung umgebaut |                 |                  | 72              |
| weitere Bilder               | Schloss (Schloss Ringenberg)                   | Ringenberg Schloßstraße 8 (Flur 8, Flurstücke 9 und 10) Karte                    | dreiflügelige Wasserschlossanlage, Backsteingebäude, seit Ende des 20. Jahrhunderts Eigentum der Stadt Hamminkeln |                 | 1984             | 73              |
| BW                           | Hofanlage                                      | Brünen Schorksweg 2 Karte                                                        | |                 |                  | 74              |
| BW                           | Wohnhaus                                       | Hamminkeln Thülenweg 4 Karte                                                     | |                 |                  | 75              |
| BW                           | Bauernhof                                      | Brünen Venninghauser Straße Karte                                                | |                 |                  | 76              |
| BW                           | Gut (Gut Venninghausen)                        | Brünen Venninghauser Straße 2 Karte                                              | |                 |                  | 77              |
| BW                           | Bildstock                                      | Hamminkeln Vöckingsweg Karte                                                     | |                 |                  | 78              |
| Gaststätte                   | Gaststätte                                     | Dingden Weberstraße 39 Karte                                                     | Doppeleintrag? vgl. Denkmal-Nr. 83 |                 |                  | 79              |
| Wohnstallhaus                | Wohnstallhaus                                  | Dingden Weberstraße 17 Karte                                                     | |                 |                  | 80              |
| Gasthof Küpper               | Gasthof Küpper                                 | Dingden Weberstraße 21 (Flur 1, Flurstück 55) Karte                              | genannt „Haus Münder“, seit 1882 im Besitz der Familie Küpper und als Gasthof genutzt | 1767            |                  | 81              |
| BW                           | Kieselboden                                    | Dingden Weberstraße 45 Karte                                                     | |                 |                  | 82              |
| Gaststätte                   | Gaststätte                                     | Dingden Weberstraße 39 Karte                                                     | Doppeleintrag? vgl. Denkmal-Nr. 79 |                 |                  | 83              |
| BW                           | Wohnhaus                                       | Brünen Weseler Straße 94 Karte                                                   | |                 |                  | 84              |
| BW                           | Gartenlaube                                    | Brünen Weseler Straße 77 Karte                                                   | |                 |                  | 85              |
| BW                           | Bildstock                                      | Loikum Wilmesweg Karte                                                           | |                 |                  | 86              |
| BW                           | Wohnhaus                                       | Brünen Zum Kugelberg 8 Karte                                                     | |                 |                  | 87              |
| BW                           | Wohnhaus                                       | Hamminkeln Zum Weißenstein 23a Karte                                             | |                 |                  | 88              |
| BW                           | Gut Vogelsang                                  | Hamminkeln Zum Weißenstein 47 Karte                                              | |                 |                  | 89              |
| BW                           | Hofanlage                                      | Hamminkeln Zum Weißenstein 7 Karte                                               | |                 |                  | 90              |